# Žhery
Žhery jsou vesnice v okrese Kolín a část obce Klučov. Nachází se asi 2,6 kilometru východně od Klučova. Žhery jsou také název katastrálního území o rozloze 2,33 km².

## Název
Původ názvu vesnice je nejasný. Podle Augusta Sedláčka bylo původní jméno Žháři, ale jeho domněnku nelze doložit. V historických pramenech se název vsi objevuje ve tvarech: Zher (1339), Zer (1411), de Zher (1415), Zhery (1453), „we Zhorzijch“ (1502) „we Žherzich“ (1547), Zhery (1654), Scher a Žer (1788), Žher nebo Scher (1844) a Žhery (1844 a 1848).

## Historie
První písemná zmínka o vesnici pochází z roku 1339.

## Přírodní poměry
Žhery leží ve Středolabské tabuli. Na východním okraji vesnice pramení Jezírkový potok.

## Osobnosti
Z vesnice pochází básník a překladatel František Kvapil (1855–1925).

## Fotogalerie

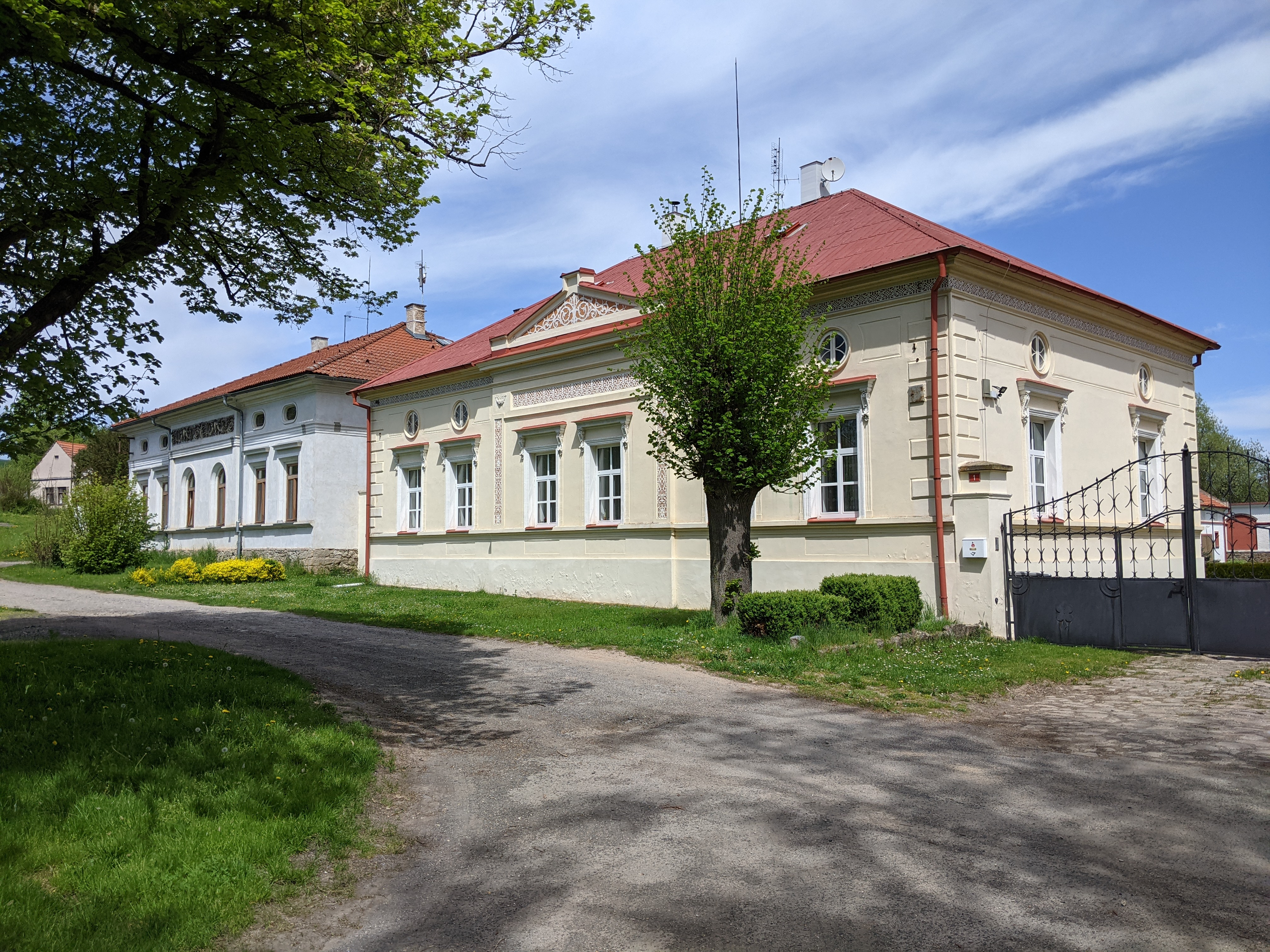
Rodný dům Františka Kvapila čp. 1
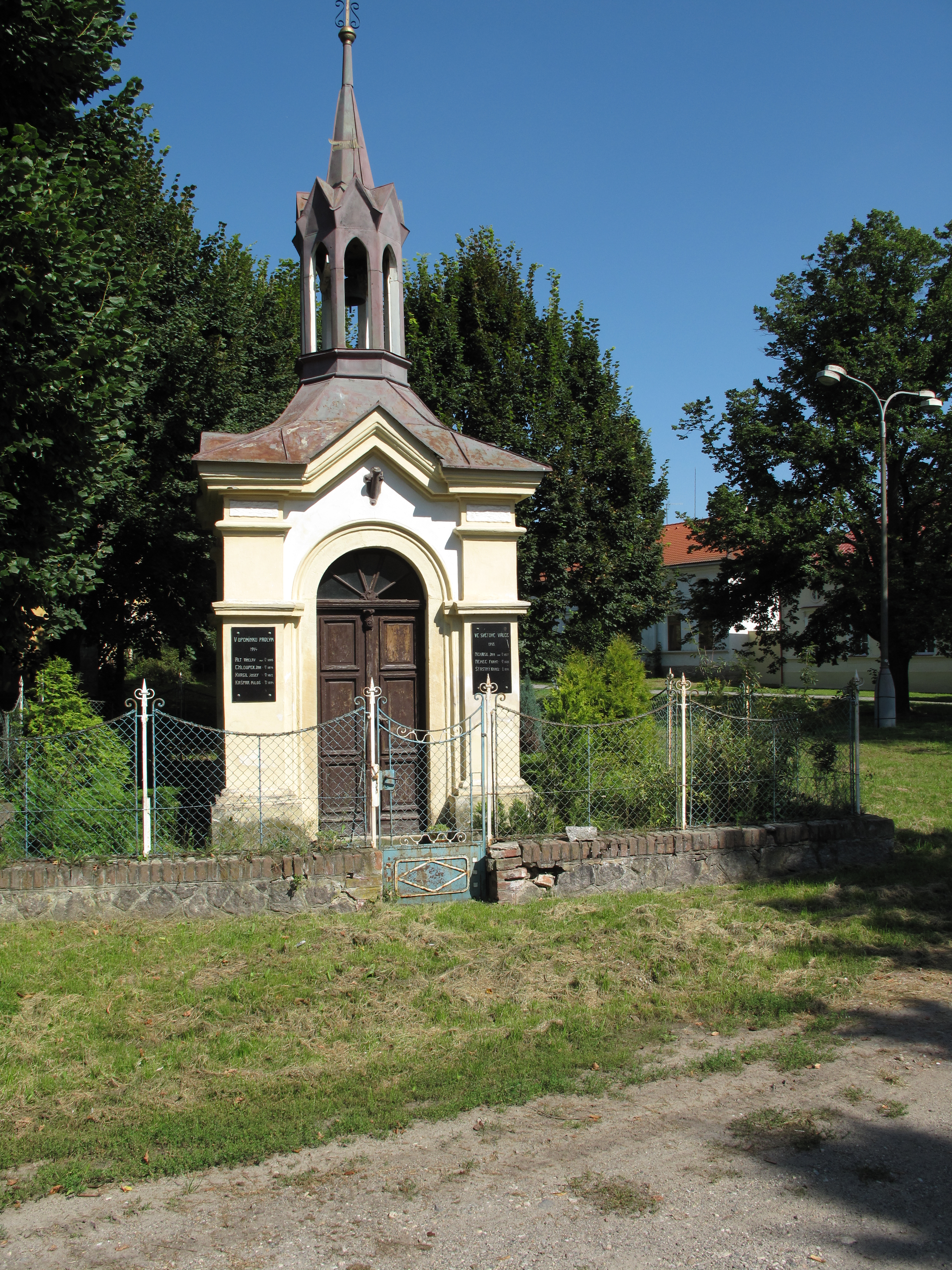
Kaple svatého Václava
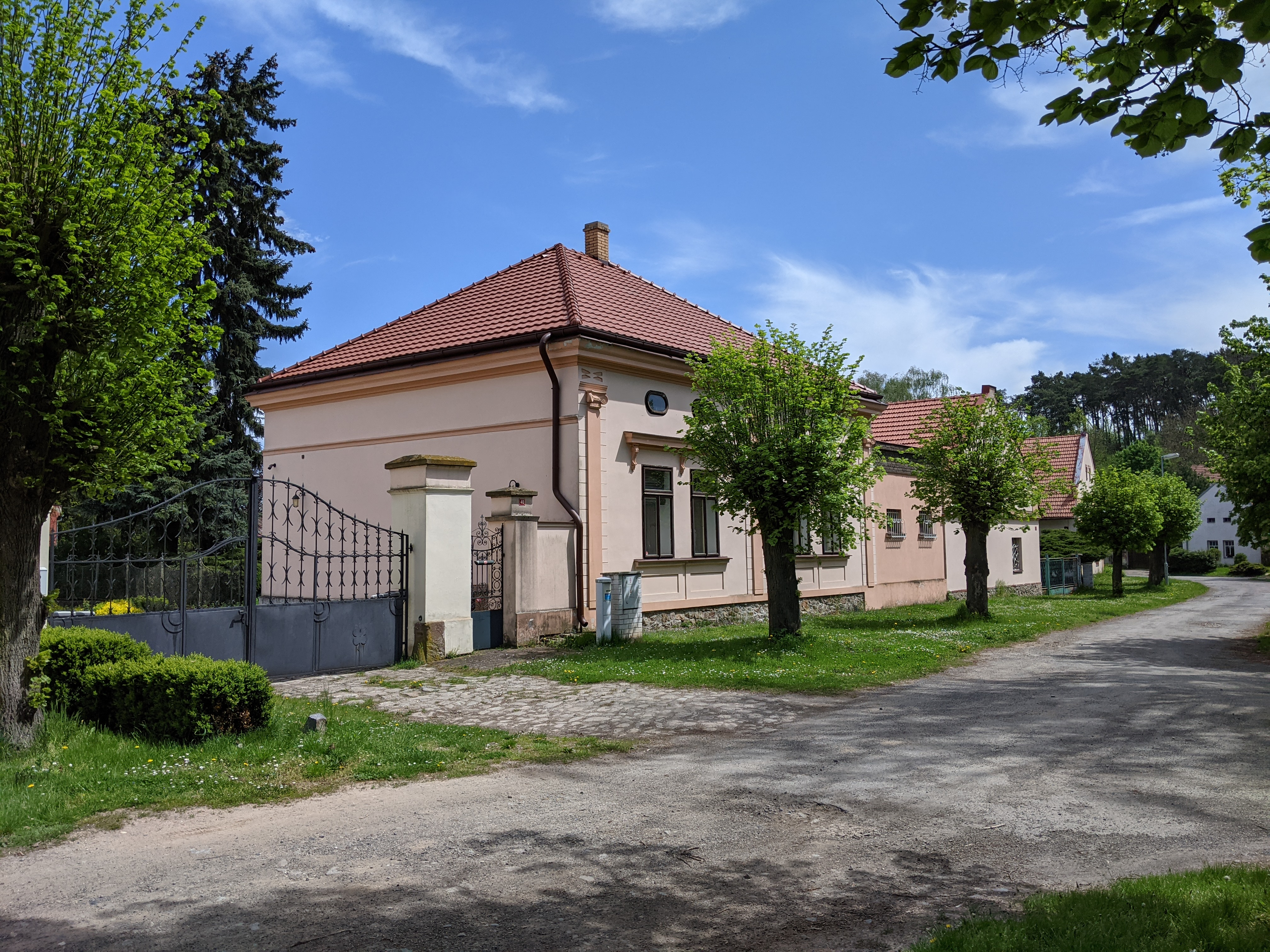
Statek čp. 40
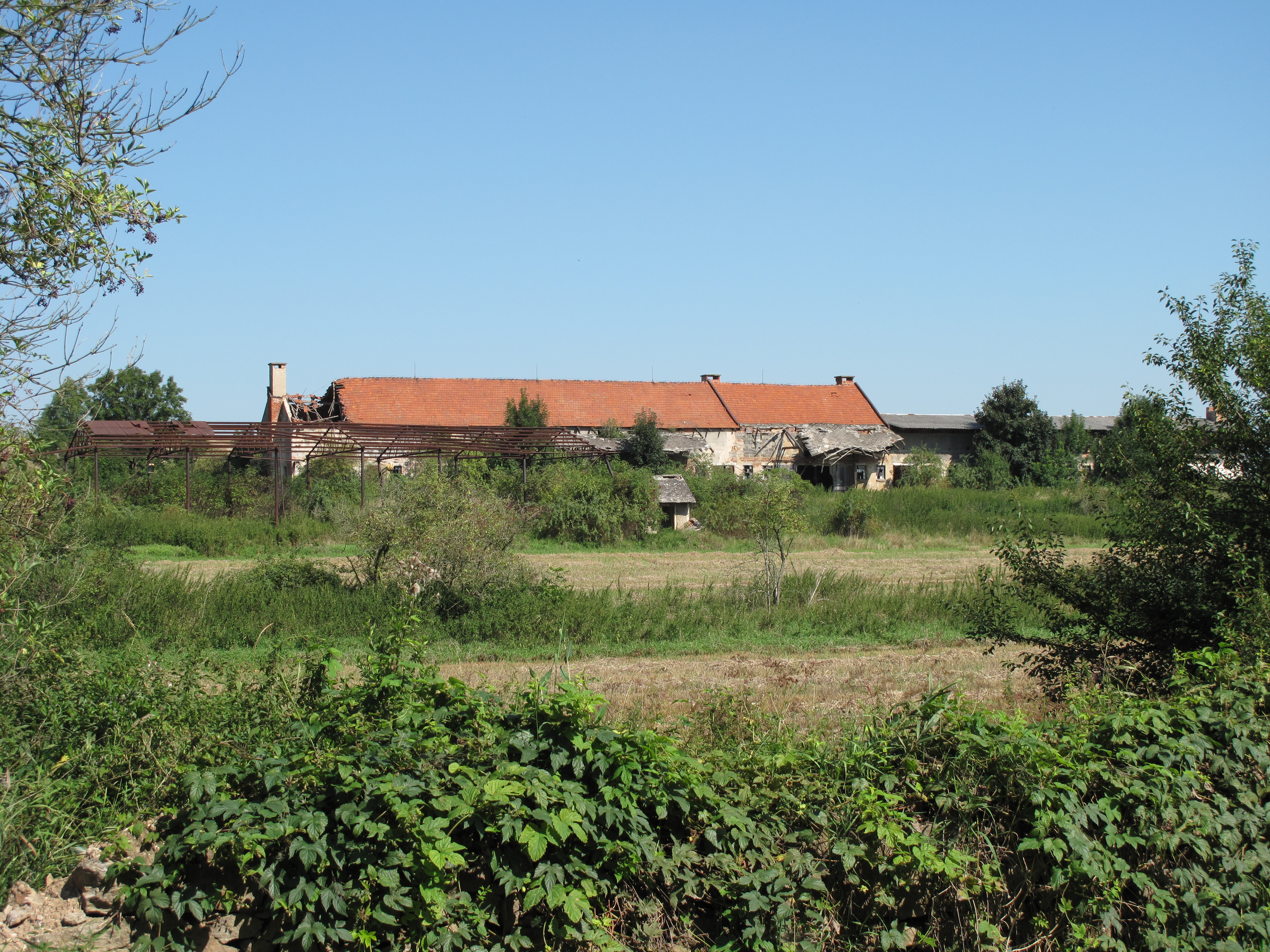
Budovy zemědělského družstva
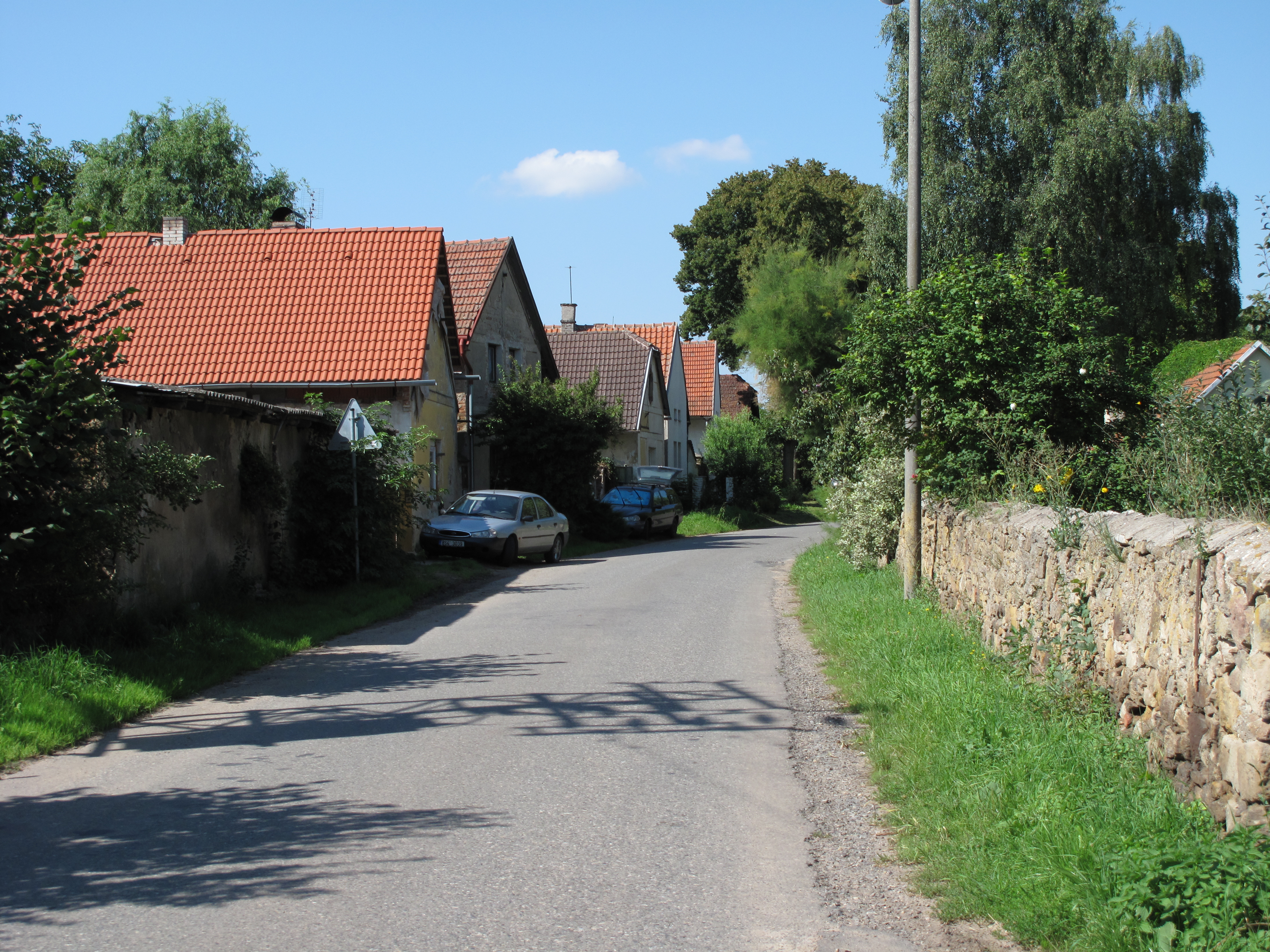
Příjezd do vsi od Skramníků